# Charles Gautier de Vinfrais
Pour les articles homonymes, voir Charles Gautier et Gautier.
Charles Gautier de Vinfrais, connu sous le surnom de Vinfrais l’ainé, né à Saint-Germain-en-Laye le 7 novembre 1704 et mort à Versailles le 14 brumaire an VI, est un officier de la Vénerie royale.
Longtemps piqueur du roi Louis XV avec qui il chassait très régulièrement, Vinfrais a produit au t. XVI de l’Encyclopédie, l’article « vénerie », très complet sur l’organisation et l’histoire de la vénerie royale, informatif, mais mal organisé, absolument dépourvu de tout esprit critique et muet sur les coûts sociaux de la chasse sur la paysannerie de son temps.

## Biographie
Charles Gautier de Vinfrais est issu d’une famille d’officiers des chasses du Roi d’origine modeste : son père Michel, surnommé Vinfrais, qui était « piqueur de la Vénerie de Son Altesse Mgr le Comte de Toulouse », était illettré.
La passion de la famille royale pour la chasse explique probablement les protections dont ont bénéficié les Gautier de Vinfrais : filleuls de Louis XIV et de Louis XV ou des princes, les frères Vinfrais et leurs enfants sont titulaires d’offices ou de charges plus prestigieuses, donnant l’apparence de la noblesse, voire l’anoblissement. L’anecdote, probablement apocryphe, rapporte que c’est Louis XV qui aurait accordé, au cours d’une chasse, la transformation du surnom « dit Vinfrais » en particule nobiliaire « de Vinfrais » .
À l’âge de 20 ans, Charles Gautier Vinfrais est simple valet de limiers à Versailles. Ce poste subalterne dans la hiérarchie de la Vénerie royale, l’amène à s’occuper de l’entretien du chenil, des soins de la meute, et à participer à l’organisation de la chasse. En 1730, il devient piqueur de la Vénerie, fonction qu’il occupe plus de vingt ans, jusqu’au rang de premier piqueur. Dès lors, il participe directement aux chasses royales, en étant un des veneurs les plus expérimentés. Après 1774, il devient « gentilhomme de la Vénerie de S.A.R. M. le Comte d’Artois », charge qui l’autorise à porter le titre d’écuyer.